# Psapharochrus sallei
Psapharochrus sallei là một loài bọ cánh cứng trong họ Cerambycidae.